# フェリーきかい (2代)
フェリーきかいは、奄美海運が運航するフェリー。本項目では、1995年竣工の2代目について取り扱う。

## 概要
フェリーきかい (初代)の代船として林兼船渠長栄造船所で建造され、1995年11月に就航した。
2015年3月、フェリーきかい (3代)の就航により引退した。
その後、大韓民国に売船され、HANIL REDPEARLとして運航されている。

### 就航していた航路
平土野航路
- 鹿児島港（本港北埠頭） - 喜界島（湾港） - 奄美大島（名瀬港） - 奄美大島（古仁屋港） - 徳之島（平土野港）

## 設計
両舷船尾にランプウェイを装備しており、トラック、乗用車などをロールオン・ロールオフ方式で車両甲板に搭載するほか、船首甲板がコンテナスペースとなっており、コンテナをデリックによるリフトオン・リフトオフ方式で搭載する。前船よりコンテナ積載数を減らして車両搭載能力が強化された。

## 船内

### 船室
- 1等
- 2等寝台
- 2等洋室
- 2等

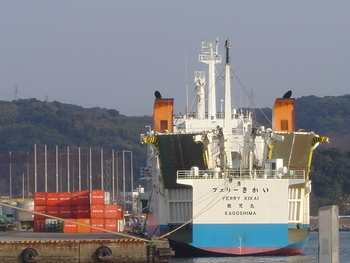
鹿児島港に接岸中
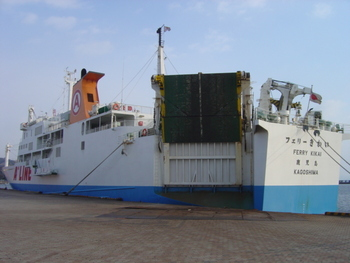
鹿児島港に接岸中
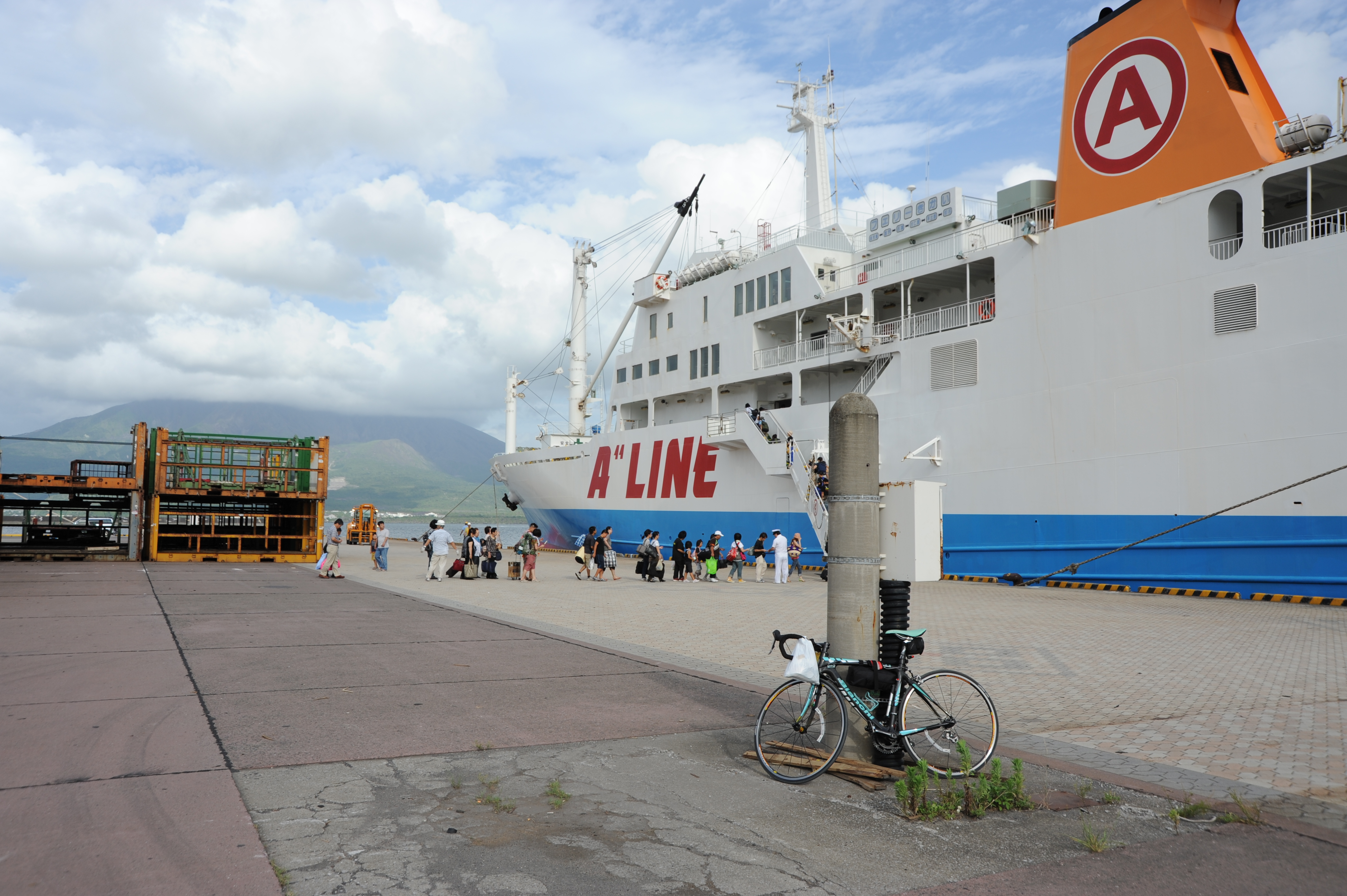
鹿児島港に接岸中
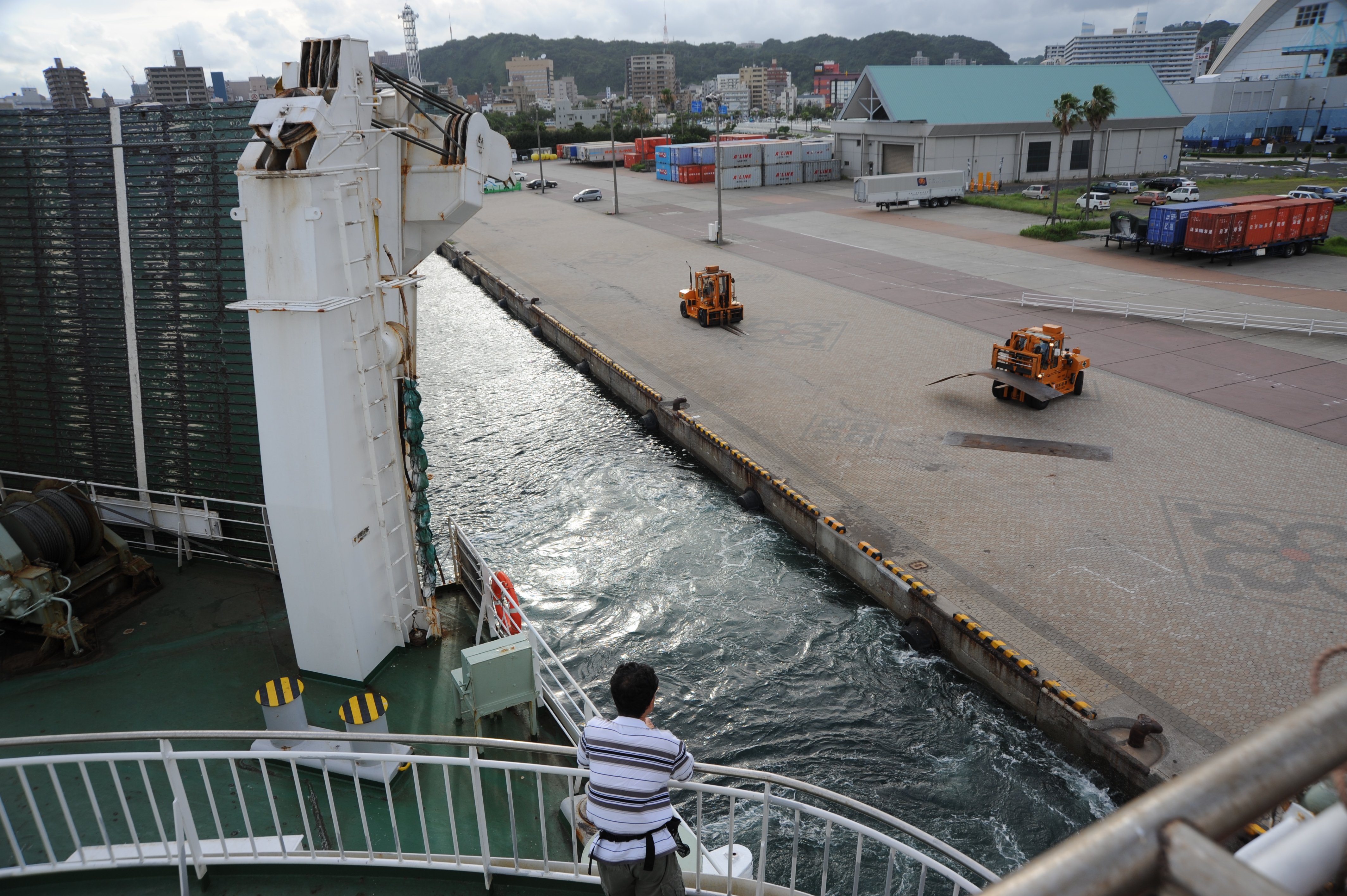
鹿児島港に接岸中
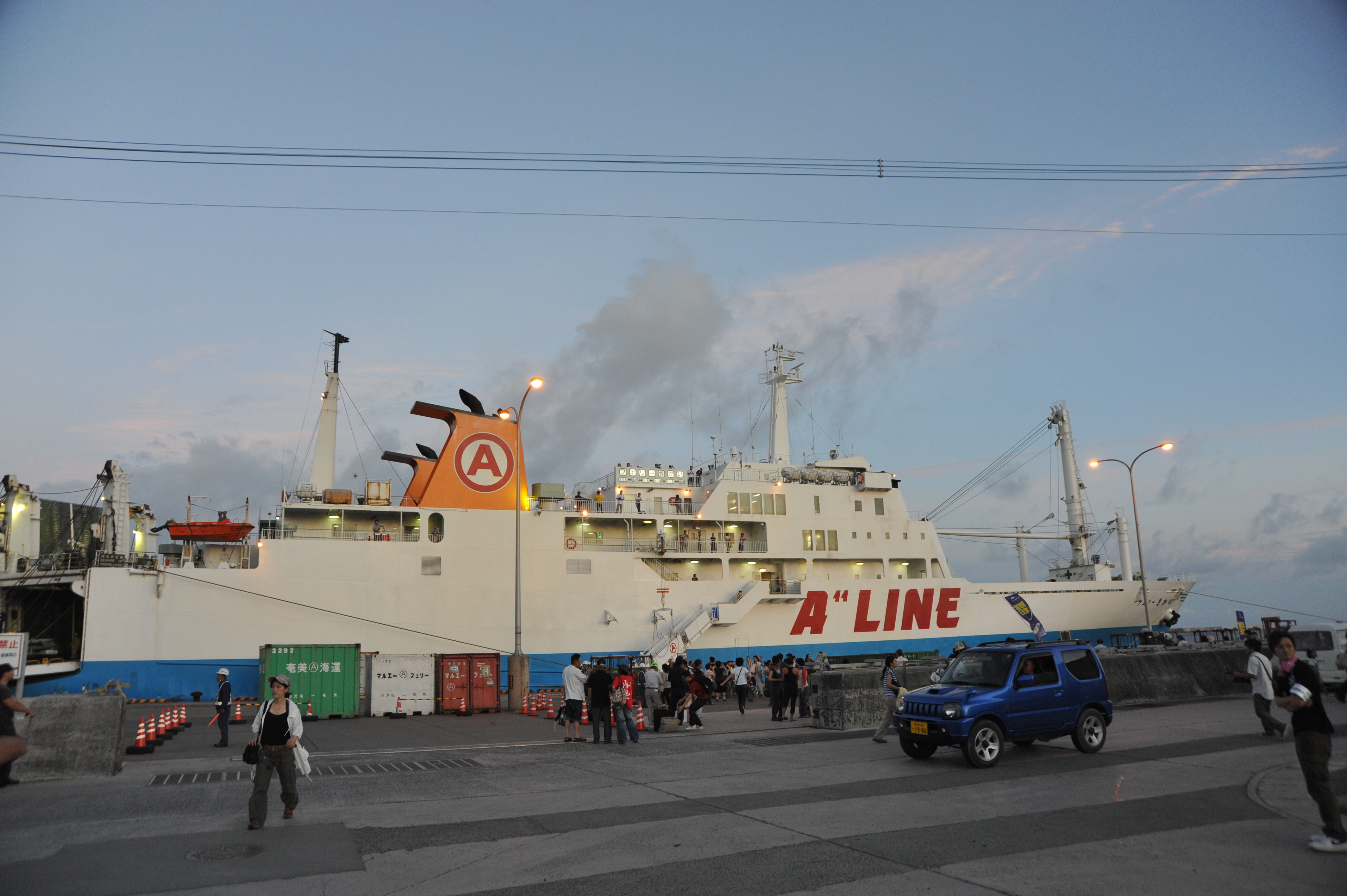
喜界島湾港に接岸中
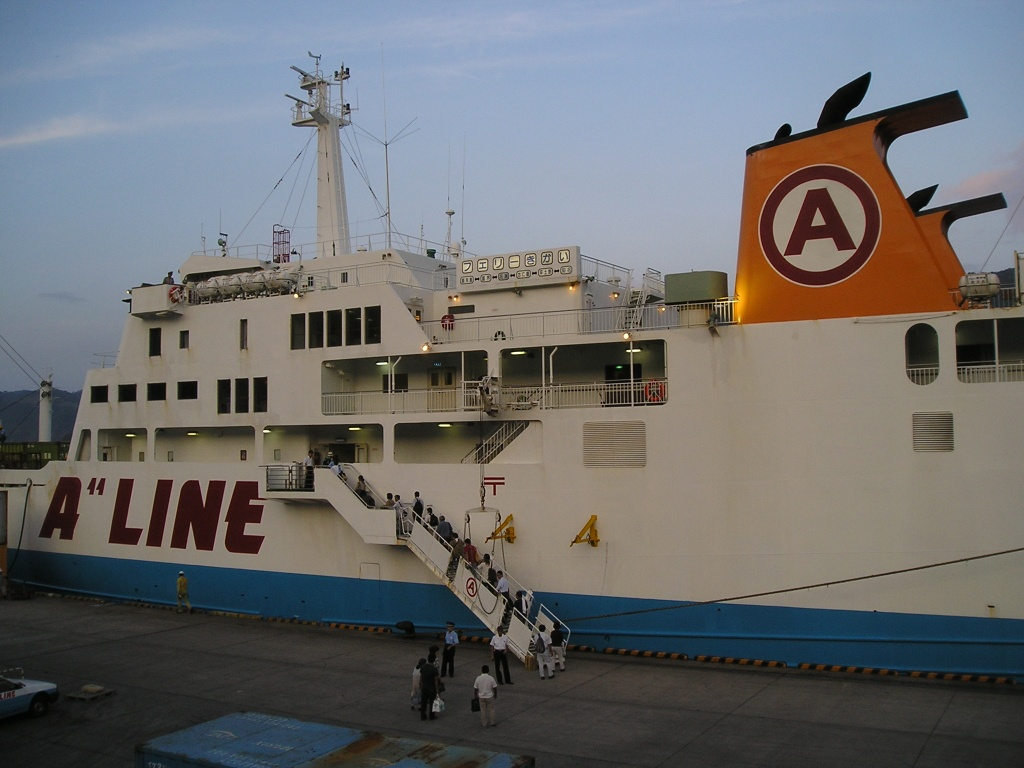
名瀬港に接岸中
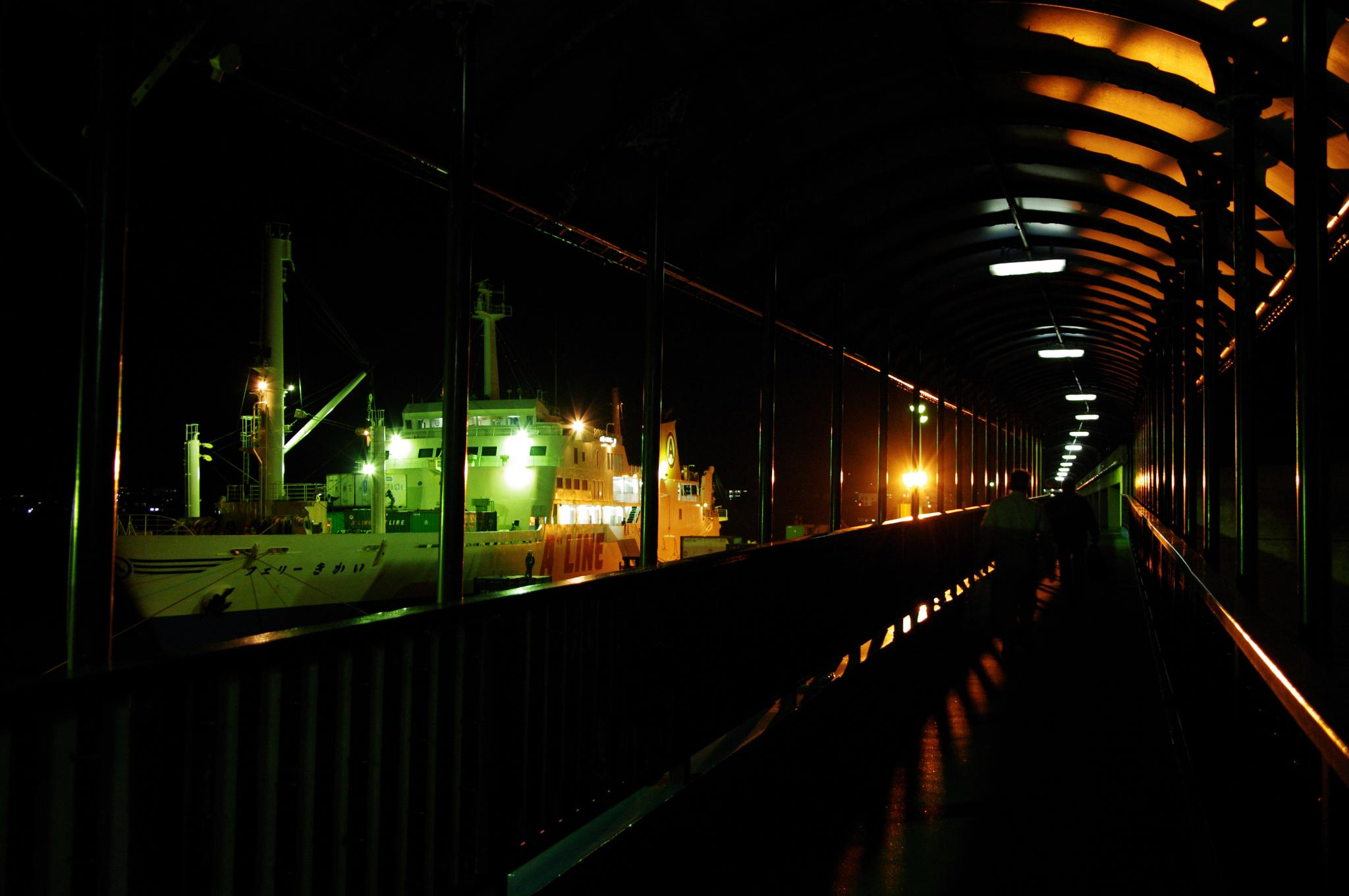
名瀬港のボーディングブリッジ
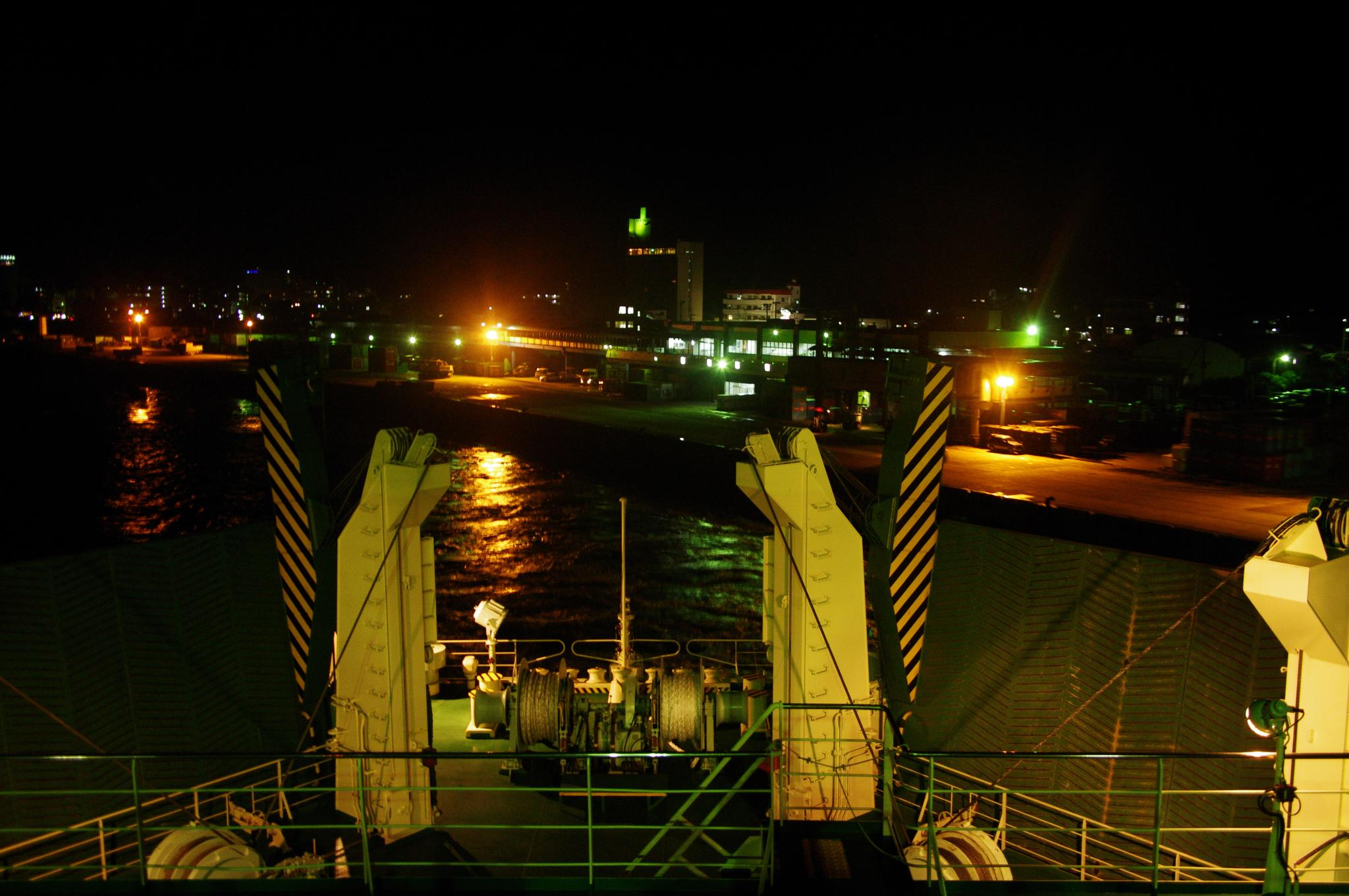
名瀬港の出港風景
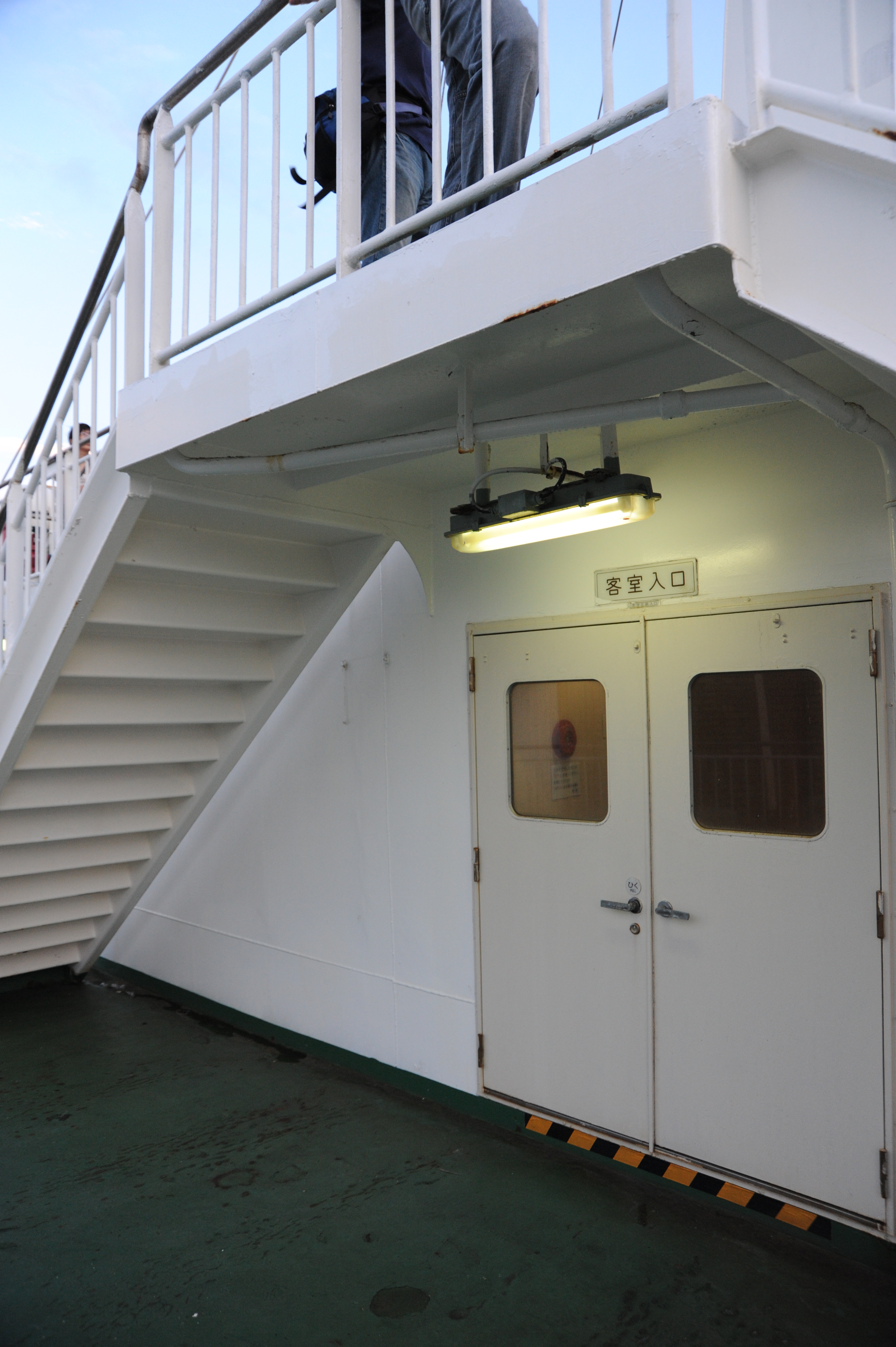
デッキ出入口
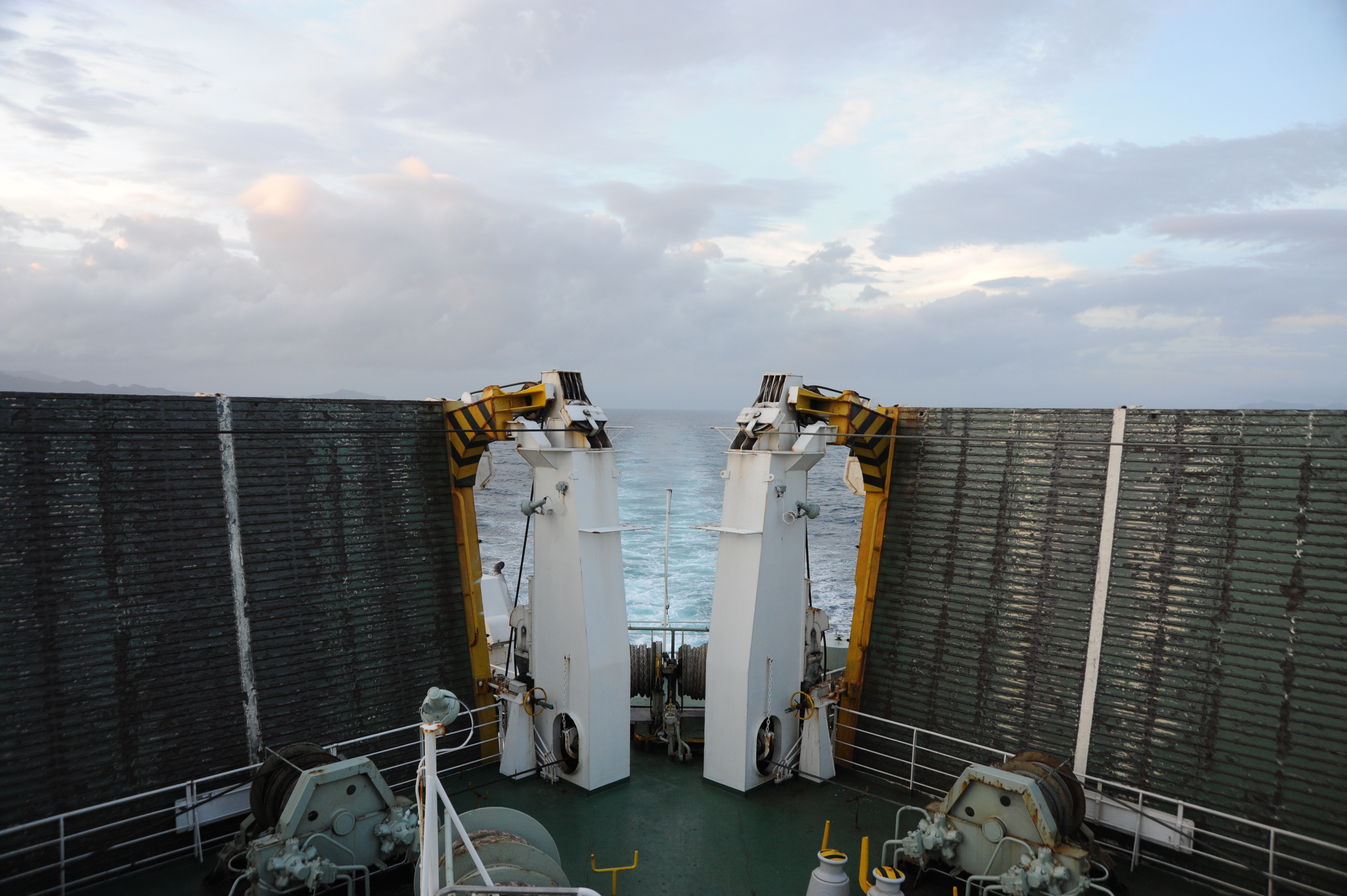
ランプウェイ
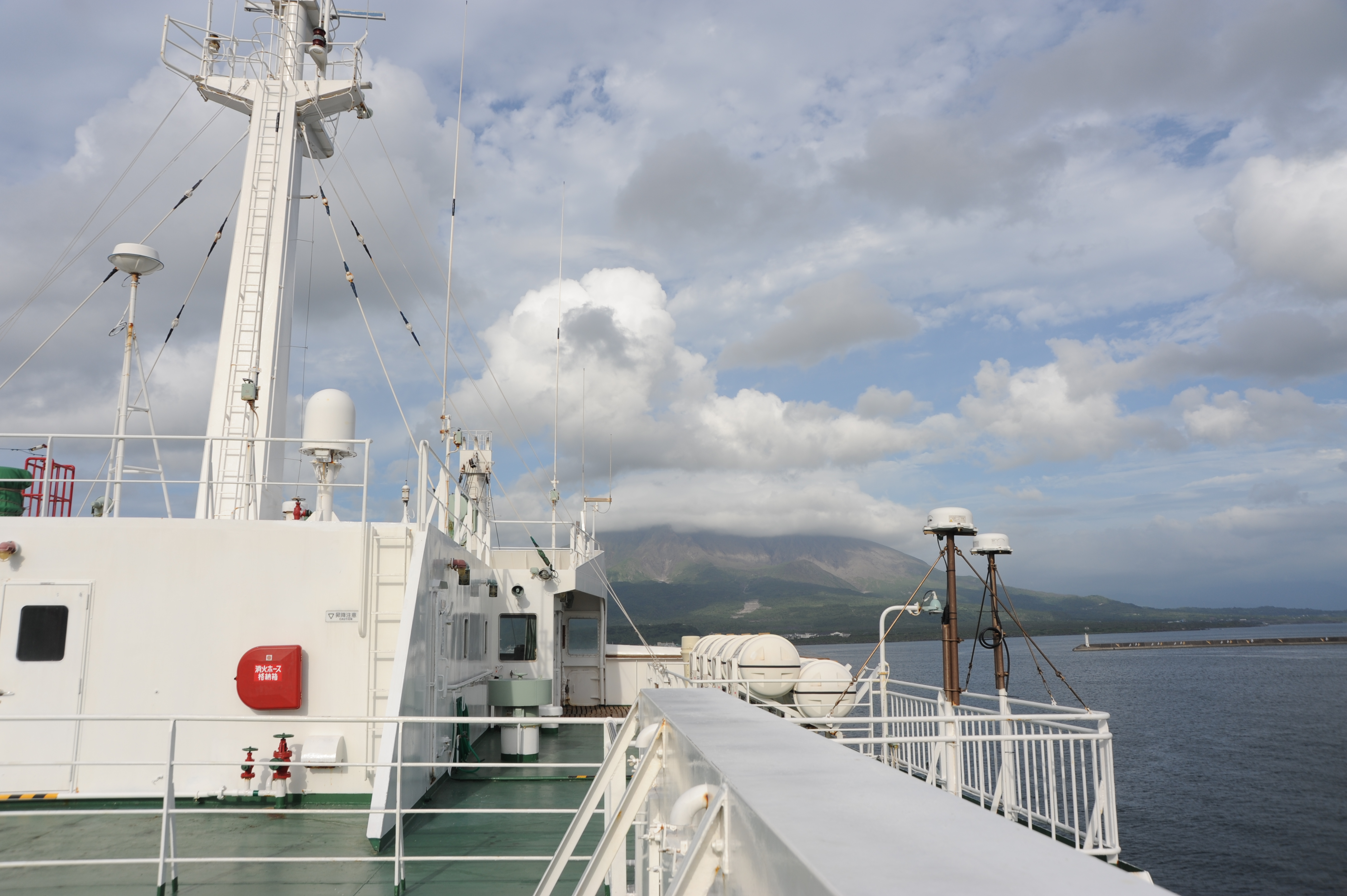
露天甲板